# 시지프 신화

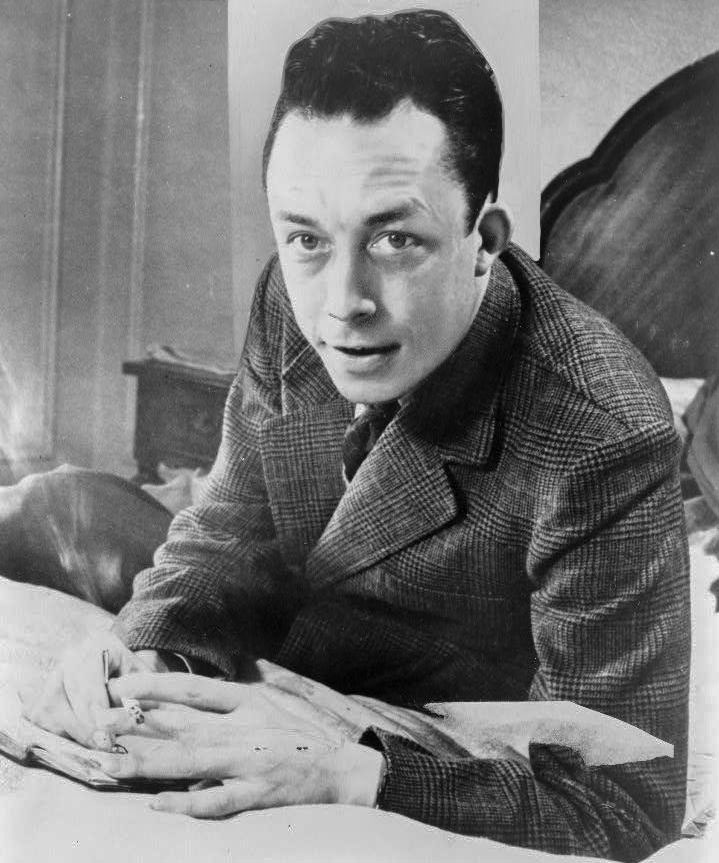
알베르 카뮈

..《시지프 신화》는 알베르 카뮈의 철학적 에세이이다. 시지프 신화 –부조리에 관한 시론 (원제:Le mythe de Sisyphe, 영문 제목: The Myth of Sisyphus이라는 제목으로 1942년 그의 대표작 ‘이방인’과 같은 해에 발표되었다.
이 에세이에서 카뮈는 부조리에 대한 자신의 철학적 사유를 전개해 나간다. 철학에서, 부조리는 우리가 인간의 내재적 가치와 삶의 가치를 찾으려는 노력과, 결국 아무것도 찾지 못하는 (침묵하는 세계) 사이의 갈등을 의미한다.
이 책에서는 여러 장에 걸친 사유의 전개에 따라, 우리는 깨어있는 의식을 통해 자각하는 부조리의 상태 안에서 살아가야 하며, 내세의 삶 등을 말하는 종교적 희망은 단지 비약이며 자살 또한 해결책이 아닌 도피일 뿐이라는 결론을 내리게 된다. 부조리는 우리가 이에 굴하지 않음으로써 의미를 갖게 되는데, 희망이나 자살 따위로 비약함으로써 부조리는 그 빛을 잃게 된다는 것이다. 카뮈는 여기서 부조리와 투쟁하는 의식의 공간을 사막 한 가운데로 비유하며 집요함과 통찰력을 가지고 사막에서 살아 남아 버텨야 한다고 말한다. 그리고 마지막 장에서 신들의 노여움을 사 끝없이 바위를 언덕 위로 밀어 올리는 형벌을 받은 ‘시시포스(불어명: 시지프) (Sisyphus)’ 의 신화를 인용하며 이렇게 끝을 맺는다.
| “ | 산정(山頂)을 향한 투쟁 그 자체가 인간의 마음을 가득 채우기에 충분하다. 행복한 시지프를 마음속에 그려보지 않으면 안 된다." "The Struggle itself […] is enough to fill a man’s heart. One must imagine Sisyphus happy.". | ” |

## 개요
“시지프 신화”의 본질적인 주제는 ‘삶이란 의미가 있는 것인가’에 대한 명증하고 필연적인 궁금함이다. 그러므로 이는 자살에 대한 문제와의 명증한 대면이다. 이를 덮고 있는 역설을 통해 얻어진 근본적이면서도 확실한 그 답은, 다음과 같다. 우리가 만약 신을 믿지 않을지라도, 자살은 합당치 않다. 프랑스인과 유럽인의 재앙 한가운데에 있었던 1940년도에 쓰인 이 책은 허무주의의 한계 안에서도 허무주의의 탈피를 위한 의미를 찾는 것이 가능하다고 분명히 말한다. 내가 썼던 모든 책에서, 나는 이 방향을 추구하길 시도해왔다. 비록 “시지프 신화”가 죽음의 문제를 제기하고 있을지라도, 내게 있어 이것은 사막 한가운데에서도 나를 삶과 창작으로 이끄는 원동력의 집약인 것이다. –알베르 카뮈, 1955년 3월, 파리.

## 부조리 철학
여기서의 부조리는 "논리적으로 맞지 않음"을 뜻하는 것이 아니라 인간의 신분으로 넘을 수 없는 불가능의 세계를 뜻하는 쪽에 가깝다. 알베르 카뮈가 이 에세이에서 말하는 부조리는 다음과 같다. 이 세계에서 명확한 무엇인가를 찾으려는 우리의 노력은 세계의 침묵 앞에 번번히 좌절당하고는 한다. 때문에 우리는 과연 인생은 살아갈 가치가 있는 것인가에 대한 회의에 빠지고는 하는 것이다. 이 에세이는 그 문제를 다루고 있다. 인생이 살만한 가치가 있느냐 없느냐.
우리가 확신할 수 있는 것은 나 자신, 이 세계, 그리고 그 둘 사이에서 고군분투하는 ‘부조리’뿐이라는 것이다. 이 부조리뿐만이 세계와 우리를 연결 지어주는 매듭이며 우리는 깨어있는 의식 속에서 부조리를 각성할 수 있다.
알베르 카뮈는 오늘날 부조리 철학의 대표적인 작가이자 철학가로 여겨지나, 그는 부조리주의의 창시자가 아니다. 카뮈는 <시지프 신화>를 출판한 이후 점차 부조리에서 관심이 멀어졌고 부조리주의 철학자로 계속 여겨지는 것을 후회했다고 한다. 1943년 7월에서 1944년 7월까지 익명의 독일인 친구에게 보낸 <독일 친구에게 보내는 편지>에서 카뮈는 부조리에 대한 이러한 생각의 변화를 나타내고 있다.

## 집필과정
<시지프 신화>의 구상은 카뮈의 <작가수첩>에 1936년에 처음으로 등장한다. ‘부조리’ ‘명철한 의식’ ‘무상의 유희’ ‘힘과 선’ 허영을 경계할 것‘ ’인내력을 기를 것‘ ’성자: 침묵할 것, 행동할 것, 사회주의. 수련과 실현. 근본적으로는 영웅적 가치‘ 그리고 뒤이어 <시지프 신화>의 구상에 대한 실천계획이 나타나 있다.
철학적 작품 : 부조리.
문학적 작품 : 정복이라는 표상 아래 힘, 사랑, 그리고 죽음. 그 두 작품 속에 각각의 톤을 존중하면서 두 가지 장르를 혼합할 것. 언젠가 의미를 부여하는 책을 한 권 쓸 것.
또한 “죽음과 철학의 에세이- 말로, 인도”라는 기록으로, 부조리를 죽음과 관련시켜 구체화했음을 알 수 있다.
<시지프 신화>의 구상과 관련하여 1938년 카뮈는 사르트르의 <구토>에 관한 서평을 썼는데, 이 글은 사실상 <시지프 신화>의 초안이라고 할 수 있을 정도로 부조리에 대한 구체화된 서술을 담고 있다. 실제로 <시지프 신화>의 어느 대목에서 사르트르의 작품이 직접적으로 언급되기도 한다.
카뮈는 실제로 <시지프 신화>의 집필을 1939년 9월에 시작했으며, 1940년 초에 소설 <이방인>과 <시지프 신화>를 동시 집필한다. 그해 5월 1일에 <이방인>을 완성하였으며 같은 해 9월 <시지프 신화>의 제 1부를 완성한다. 그리고 1941년 2월 책을 완성한다. 이 책의 제목은 본래 <부조리>였지만 이 대신 <시지프 신화>로 제목을 바꿨다. 그리고 1942년 10월 16일, 갈리마리의 에세이 총서 제 12권으로 (초판 2750부) 출간되었다.

## 요약

### 부조리의 추론
제1부인 부조리의 추론은 부조리와 자살, 부조리의 벽, 철학적 자살, 부조리한 자유의 4개 장으로 이루어져 있다.
1부에서는 먼저 삶을 지속할만한 가치가 있는가, 즉 자살에 대한 고찰이 먼저 이루어진다. 과연 죽음에 이를 정도로 고집해야 할 사상은 존재하는가에 대한 문제부터 시작하여 사람들이 자살을 선택하는 이유, 반대로 사람이 삶을 지속해 나가는 이유 등을 살핀다.
우리가 살아가는 가장 첫째 이유는 습관이다. 습관 속에서 하루하루 우리는 죽음을 향한 미래로 가고 있다. 그렇다면 우리의 삶은 살아나갈 가치가 있는 것일까? 부조리는 과연 죽음을 명하고 있는가? 이 문제들이 바로 부조리의 추론이라 일컫는 것들이라 할 수 있다. 여기까지 이른 사람들은 사유의 사막에 다다라 자살을 택하거나 혹은 철학적 자살을 택하고는 한다. 하지만 참다운 노력은, 이 사막에 남아 집요함과 통찰을 가지고 사투를 이어나가는 것이라고 할 수 있다. 부조리의 철학을 가진 자라면 그 믿음에 따라야 하고, 부조리 사이에서 살아가야 하는 것이다.
이후의 장에서는 부조리가 우리와 세계의 매듭이며 이 사이에서 우리가 가진 것은 스스로의 명증성과 부조리에 대한 명확한 인식뿐임을 밝힌다. 또한 실존철학에서 권하고 있는 도피, 신과 내세에 관한 믿음 혹은 희망들은 비약일 뿐이며, 이런 비약들은 결국 부조리를 회피하는 것이다. 마지막 부조리한 자유 장에서는 우리가 부조리를 외면할 때 부조리는 죽는 것이고, 부조리를 지탱하고자 한다면 부조리가 해소되어서도 안 된다고 말한다. 그러므로 우리는 하루하루 비극적 운명에 반항하며 부조리를 지속시켜 나가야 하기에, 자살은 답이 될 수 없다.
| “ | 중요한 것은 죽더라도 화해하지 않고 죽는 것이지 기꺼이 받아들이면서 죽는 것은 아니다. 자살은 삶의 진가를 몰라서 저지르는 행위다. 부조리의 인간은 오직 남김없이 다 소진하고 자기 자신의 전부를 마지막까지 소진할 뿐이다.” | ” |

### 부조리한 인간
제2부인 부조리한 인간은 돈 후아니즘, 연극, 정복의 3개 장으로 이루어져 있다. 이 파트의 중요한 물음은 이것이다. “부조리의 인간은 어떻게 살아가야 하는가?”카뮈는 돈 후안, 배우, 정복자의 예를 들어 부조리한 삶의 모습에 대해 이야기한다.

### 부조리한 창조
제3부인 부조리한 창조는 철학과 소설, 키릴로프, 내일 없는 창조의 3개 장으로 이루어져 있다. 여기에서는 부조리 예술에 대한 내용을 다룬다. 예술은 부조리의 피난처가 아니며, 예술작품 그 자체가 부조리의 한 현상이라고 말한다. 또한 부조리의 작품은 명철한 사고를 기반으로 하며, 예술과 철학은 분리된 것이 아님을 밝힌다.
두번째 장인 ‘키릴로프’에서 카뮈는 도스토옙스키의 <작가일기>, <카라마조프가의 형제>, <악령> 을 분석한다. 고찰 끝에, 이 작품들은 부조리함을 그려내지만 결국 철학적 자살에 도달하거나 희망으로 비약해 진정한 부조리의 작품이 되는 것에는 실패했다는 답을 내린다. 3부의 결론은 앞에서 요구했던 반항, 자유, 다양성을 부조리한 창조에도 반영해야 한다는 것이다.
| “ | 그리하여 개인의 삶 전체의 근본적인 무용성을 완성하는 것이다. 바로 이렇게 함으로써 정신들은 보다 용이하게 작품을 실현할 수 있게 된다. 이는 그들이 삶의 부조리를 깨달음으로써 지나칠 만큼 열광하며 삶 속에 뛰어들게 되는 것과 같다. | ” |

### 시지프 신화

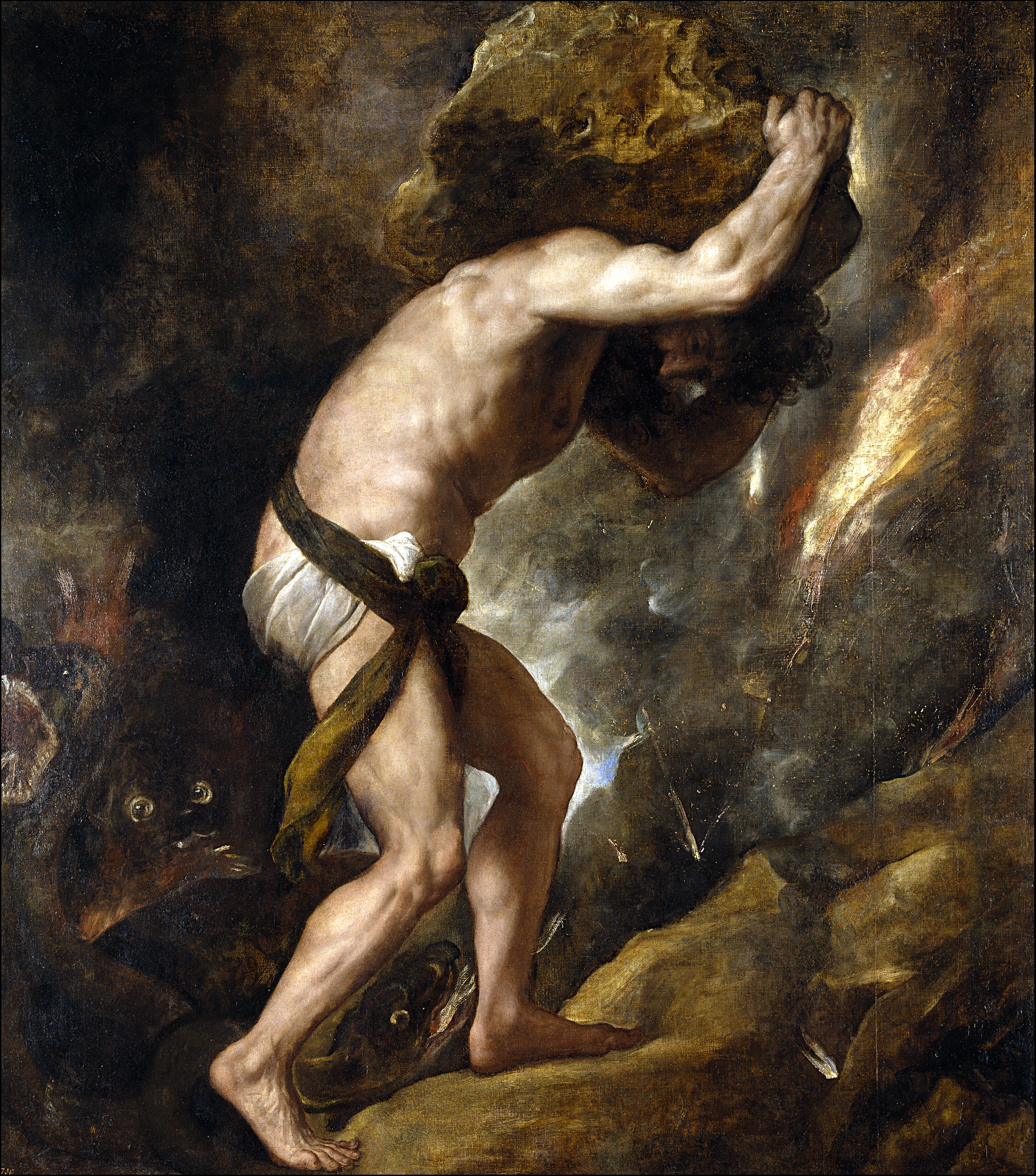
시시포스

카뮈는 이 마지막 장에서, 그리스 신화의 시지프 이야기를 통해 부조리한 영웅의 끊임없는 투쟁을 그려내고 있다.
시지프는 신의 노여움을 사 크고 무거운 돌을 끊임없이 산 정상으로 밀어 올려야 하는 형벌을 받은 인물이다. 끝이 보이지 않는 무용한 노동만큼 가혹한 형벌은 없다고 생각한 신들의 결정이었다. 고통스러운 과정을 거쳐 바위를 산 정상으로 밀어 올리면, 바위는 다시 아래로 굴러 떨어져버린다. 다시 바위를 옮기기 위해 산 아래로 걸어 내려가는 시지프의 모습은, 오늘날의 노동자들의 삶과도 비슷하다. 그러나 이러한 운명이 비극적인 것은 그의 의식이 깨어있기 때문이다. 이 때문에 알베르 카뮈는 시지프의 모습에 관심을 갖는 것이다.
| “ | “이 신화가 비극적인 것은 주인공의 의식이 깨어있기 때문이다. 만약 한 걸음 한 걸음 옮길 때마다 성공의 희망이 그를 떠받쳐준다면 무엇 때문에 그가 고통스러워하겠는가? … 무력하고도 반항적인 시지프는 그의 비참한 조건의 전모를 알고 있다. 그가 산에서 내려올 때 생각하는 것은 바로 이 조건이다. 아마도 그에게 고뇌를 안겨주는 통찰이 동시에 그의 승리를 완성시킬 것이다. 멸시로 응수하여 극복되지 않는 운명이란 없다.” | ” |

카뮈는 오이디푸스의 신화 또한 인용하여 비극적인 운명에도 불구하고 종래엔 “만사가 다 잘되었도다” 라고 말한 오이디푸스의 말에 찬사를 보낸다. 이는 우리에게 고통을 안겨주는 신, 즉 비극적 운명에 복종하지 않고 살아남아 삶을 체험해 나가는 인간의 강한 투쟁을 보여주는 것이다. 이와 같이 시지프 또한 굴러떨어진 바위를 향해 돌아가는 투쟁을 통해 자신의 운명, 그리고 벌을 내린 신의 의지보다 한 차원 강해지는 것이다.

### 부록:프란츠 카프카의 작품 속에 나타난 희망과 부조리
이 부록 안에서는 프란츠 카프카의 <심판>, <성(成)>, <변신>등의 작품에서 나타난 부조리의 상태에 대한 묘사에 대한 것을 다루고 있다. 카프카는 일상적인 것을 통해서 비극을 표현하고 논리적인 것을 통해 부조리를 표현한다. (본문 중) 다만 카프카는 부조리를 논리적으로 잘 표현했음에도 불구하고, 종래에 희망을 부여하여 결국 부조리의 상태를 이어가는 것에 실패했다.
| “ | (…)그런데 전 우주에 대하여 제기하는 카프카의 맹렬한 소송의 끝에 이르러 내가 발견하게 되는 것은 바로 이 기만, 술책이다. | ” |

이것은 본래 <시지프 신화> 초판에서는 ‘도스토옙스키와 자살’에 대한 장으로 대치되어 있었다. 이 연구는 1943년 아르발레트 L’Arbalete지에 미리 발표된 바 있다.

## 같이 보기
- 영원 회귀